# Comuna Rast, Dolj

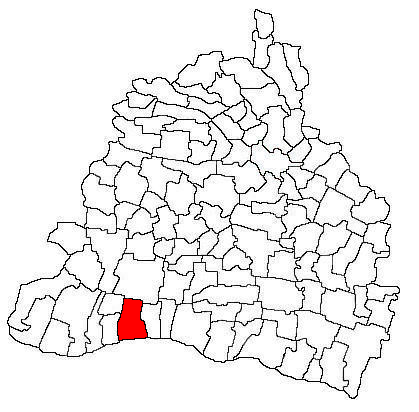
Locallizarea localității Rast în cadrul județului Dolj

Rast este o comună în județul Dolj, Oltenia, România, formată numai din satul de reședință cu același nume. Portul Rast-Lohm s-a realizat în cadrul Programului transfrontalier Phare CBC, iar valoarea investiției a fost de patru milioane de euro.
Localitatea este cunoscută prin descoperirea unei figurine neolitice acoperite cu motive geometrice, interpretate de către Marija Gimbutas ⁠(en)[traduceți], arheolog și antropolog de renume dar promotoare a unor teorii controversate, ca fiind un exemplu de "scriere proto-europeană", veche de peste 7.000 de ani, ceea ce ar însemna că precede cu două milenii scrierea sumerienă. Alți cercetători consideră inciziile de pe statuetele antropoforme de la Rast drept pur decorative și nu scriere.

## Situl neolitic
Cultura Vinča, numită după o așezare din spațiul dunărean de lângă Belgrad, a dat naștere unui număr de alte culturi neolitice cu caracter vinčian, printre care și grupul Rast, numit după așezarea descoperită lângă satul Rast, și care reprezintă faza târzie a culturii Vinča.
Așezarea neolitică de la Rast a fost descoperită de arheologi în 1943 și revizitată în 1950, ani in care au avut loc sapaturi arheologice, la cca 200 m de cursul Dunării de la acea dată, pe ambele maluri ale unui pârâu, la punctul Grindul (sau Gârla) Țifarului (v. și DEXonline: țifar = stuf tânăr).
Figurina cea mai cunoscută de către publicul larg face parte dintr-o serie de peste 100 de reprezentări plastice antropomorfe, atât figurine cât și vase, descoperite la săpăturile din 1943 și 1950, și datând din etapa de trecere de la faza B2 (medie) la faza C (finală) a culturii Vinča, din jurul anului 5000 î.Hr. (neoliticul târziu). O caracteristică a figurinelor umane de la Rast este decorațiunea, incizată pe ambele fețe, cu motive geometrice așezate în cadrul unor grile regulate. Statueta de lut ars de 80 x 125 mm și numită uneori în presă drept "Madona de la Rast", reprezintă o femeie care își alăptează copilul pe care îl ține în poală, figurina păstrându-se doar fragmentar (ambele capete lipsesc). Astfel de reprezentări sunt știute sub denumirea grecească de ''κουροτρόφος''⁠(en)[traduceți] (kourotróphos, "hrănitoarea de prunc") și se speculează că au avut o semnificație rituală, în care actul alăptării, ca semn al devotamentului matern, ar fi putut fi asociat cu reînnoirea lumii vegetale și cu perpetuarea vieții. Figurina este decorată cu motive geometrice incizate. Aspectul și relativa complexitate a acestor șiruri de forme i-au sugerat cercetătoarei Marija Gimbutas prezența unei inscripții realizate în ceea ce ea a postulat a fi o "scriere proto-europeană", teorie pe care a susținut-o prin publicații în anii 1990.

## Demografie
Componența etnică a comunei Rast
     Români (75,92%)
     Romi (12,07%)
     Alte etnii (0,09%)
     Necunoscută (11,91%)
Componența confesională a comunei Rast
     Ortodocși (83,08%)
     Penticostali (3,38%)
     Alte religii (1,19%)
     Necunoscută (12,35%)
Conform recensământului efectuat în 2021, populația comunei Rast se ridică la 3.198 de locuitori, în scădere față de recensământul anterior din 2011, când fuseseră înregistrați 3.343 de locuitori. Majoritatea locuitorilor sunt români (75,92%), cu o minoritate de romi (12,07%), iar pentru 11,91% nu se cunoaște apartenența etnică. Din punct de vedere confesional, majoritatea locuitorilor sunt ortodocși (83,08%), cu o minoritate de penticostali (3,38%), iar pentru 12,35% nu se cunoaște apartenența confesională.

## Politică și administrație
Comuna Rast este administrată de un primar și un consiliu local compus din 13 consilieri. Primarul, Cătălin-Ciprian Arnăutu[*], de la Partidul Social Democrat, este în funcție din octombrie 2020. Începând cu alegerile locale din 2024, consiliul local are următoarea componență pe partide politice:
|  | Partid                    | Consilieri | Componența Consiliului | Componența Consiliului | Componența Consiliului | Componența Consiliului | Componența Consiliului | Componența Consiliului | Componența Consiliului | Componența Consiliului | Componența Consiliului | Componența Consiliului |
|  | ------------------------- | ---------- | ---------------------- | ---------------------- | ---------------------- | ---------------------- | ---------------------- | ---------------------- | ---------------------- | ---------------------- | ---------------------- | ---------------------- |
|  | Partidul Social Democrat  | 10         |                        |                        |                        |                        |                        |                        |                        |                        |                        |                        |
|  | Partidul Național Liberal | 3          |                        |                        |                        |                        |                        |                        |                        |                        |                        |                        |

## Personalități
- Gheorghe Jienescu (n. 1894 la Rast – d. 1971), aviator, general de aviație, ministru în guvernele I. Antonescu